# Pallacanestro Trieste 1982-1983
Questa voce raccoglie le informazioni riguardanti la Pallacanestro Trieste nelle competizioni ufficiali della stagione 1982-1983.

## Stagione
Ritrovata la massima serie, la Pallacanestro Trieste opera un'altra mezza rivoluzione. Il primo ad andarsene è coach Lombardi, artefice di due promozioni e per molti versi anima della società. Cambia ancora lo sponsor: all'Oece si sostituisce la Bic, multinazionale francese. Sul fronte della squadra si rinuncia a capitan Meneghel, si cede Ritossa a Udine in cambio di Carlo Fabbricatore e si saluta il pur valido Abromaitis. Al suo posto si cerca, ancora una volta, un centro di buon livello, con l'idea di ottenere di più dal confermato Robinson spostandolo all'ala forte. In estate arriva allora Coby Dietrick, veterano con alle spalle 13 stagioni da professionista. In panchina, per la prima volta, un tecnico straniero, Rudy D'Amico, che con un roster ridotto all'osso riuscirà a far vedere un bel basket. Già dalle prime giornate si capisce però che qualcosa non va. Dietrick è un buon giocatore, esperto e dotato di ottima tecnica, ma non è un "crack". In una squadra con più talento riuscirebbe probabilmente a rendersi utile, come fa John Gianelli a Milano, ma Trieste ha bisogno di una stella, non di un uomo-squadra. Così, per la terza stagione consecutiva, cambia in corsa uno dei due stranieri, tagliando Dietrick per il più giovane, atletico e spettacolare Mike Harper. L'avvicendamento dà i frutti sperati, e a fine campionato la squadra conquista la salvezza.

## Roster
- Gianni Bertolotti
- Carlo Fabbricatore
- Wayne Robinson
- Coby Dietrick
- Mike Harper
- Alberto Tonut
- Piero Valenti
- Walter Bobicchio
- Fabio Floridan
- Mauro Ciuch
- Massimo Agostinis

Allenatore: Rudy D'Amico